# Kalifat

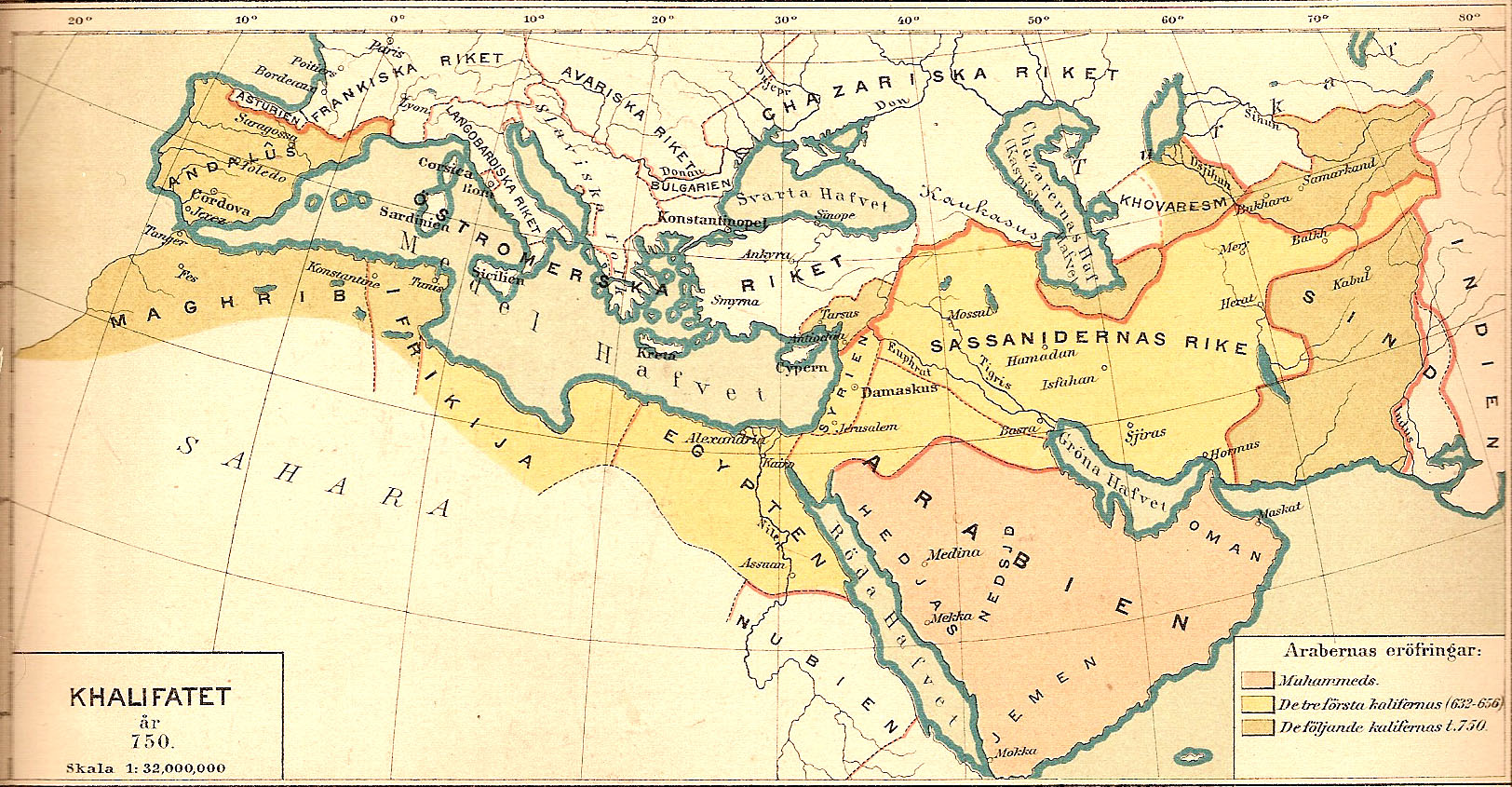
Historisk karta över kalifatets utbredning år 750 e.Kr.

Kalifat (arabiska: خلافة, khilāfa) kallades de muslimska riken som styrdes av en kalif, det vill säga en ledare som gjorde anspråk på religiös såväl som politisk överhöghet som "ställföreträdare", den titel Abu Bakr tog när han efterträdde den islamiske profeten Muhammed som muslimernas andliga och världsliga ledare år 632.
Teoretiskt skulle kalifatet organiseras som konstitutionell teokrati där statsöverhuvudet, kalifen, skulle regera i enlighet med Medinakonstitutionen som utfärdades av Muhammed cirka år 622. 
Enligt traditionell sunnitisk islam skulle folkvalda kalifer regera medan man inom shiaislam menar att ättlingar till Muhammed, ärftliga och av Gud utvalda imamer, skulle spela den rollen. Shiamuslimer anser att Gud och profeten valde ut Ali ibn Abi Talib som vali, och att han blev den förste efterträdaren i händelsen i Ghadir Khumm.

## Historik
Det ursprungliga kalifatet var en stat som existerade i Mellanöstern och Nordafrika från 632 till 1258 då mongolerna invaderade Mellanöstern och förintade abbasidkalifatet. Några år därefter återupprättades i Egypten ett kalifat som styrdes från Kairo och den islamiska makten försköts under de två följande århundradena från Bagdad till Egypten och Syrien. Området erövrades 1517 av Ottomanska riket vars sultan då utnämnde sig till kalif. Detta ottomanska kalifat varade till 1924 då Turkiets president Kemal Atatürk avskaffade kalifatinstitutionen. 
Den gren av umayyaderna, som från 755 regerade i Spanien, och andra furstar som antog titeln kalif, anses av de flesta sunniter idag endast som så kallade "motkalifer", vilka inte innehade kalifatets andliga och egentligen konstituerande del, imamatet.
Terrororganisationen Isis (Islamiska staten i Irak och Syrien) utropade år 2014 ett lokalt kalifat, som existerade till 2019, men som aldrig erkändes av större delen av världens muslimer.

## Kronologi 632-1924
- Muhammed 570-632

| De fyra ortodoxa kaliferna, rashidunkalifatet (enligt sunnitisk islam) | 632-661   | Abu Bakr (632-634) Umar ibn al-Khattab (634-644) Uthman ibn Affan (644-656) Ali ibn Abi Talib (656-661) Syrien, Mesopotamien, Persien och Egypten erövras |
| Umayyader                                                              | 661-750   | Det första kalifatet, huvudstad Damaskus Kalif Muawiya ibn abi Sufyan (661-680) Nordafrika, Spanien och Turkestan erövras                                 |
| Abbasider                                                              | 750- 1258 | Huvudstad Bagdad (Samarra 836- 892) |
| Umayyader i Spanien                                                    | 756-1031  | Kalifatet Cordoba |
| Samanider                                                              | 819-1005  | Turkestan och östra Iran, viktiga centra i Bukhara, senare huvudstad, Nishapur, Samarkand, al-Shash och Herat                                             |
| Tulunider                                                              | 868-905   | Egypten, huvudstad Fustat |
| Buyider                                                                | 932- 1062 | Irak och Iran (dynasti från Svarta havstrakten) kontroll över Bagdad till 1055                                                                            |
| Ghaznavider                                                            | 962- 1186 | Norra Indien och Afghanistan, huvudstad Ghazna |
| Fatimider                                                              | 909-1171  | Egypten, huvudstad Kairo (först Mahdia) kontroll över Nordafrika, Sicilien och Syrien                                                                     |
| Seldjuker                                                              | 1038–1256 | Huvudstad Isfahan |
| Seldjuker i Anatolien                                                  | 1077–1307 | Huvudstad Konya |
| Almoravider och Almohader                                              | 1061–1269 | Nordafrika och Spanien, residensstad Sevilla och Marrakech                                                                                                |
| Ayyubider                                                              | 1174–1250 | Egypten och Syrien, huvudstad Kairo. Jerusalem erövras av Saladin 1187                                                                                    |
| Ilkhaner – Mongoler                                                    | 1256–1336 | Irak, Iran och Turkestan, huvudstad Tabriz, Maragha och Sultanijjah                                                                                       |
| Nasrider                                                               | 1232–1492 | Emiratet av Granada, huvudstad Granada (Spanien) |
| Mamluker                                                               | 1250–1517 | Egypten och Syrien, huvudstad Kairo |
| Osmaner                                                                | 1300–1922 | Mindre Asien, sydöstra Europa, södra Ryssland, Mellersta Östern, Egypten 1517–1805 och Nordafrika, huvudstad Bursa från 1326, Istanbul från 1453          |
| Timurider                                                              | 1370–1506 | Turkestan och Iran, huvudstad Samarkand (senare Herat) |
| Safavider                                                              | 1501–1736 | Iran, huvudcentra Tabriz och Isfahan |
| Moguler                                                                | 1526–1858 | Indien och Afghanistan, huvudstad Agra, från 1628 Delhi                                                                                                   |
| Qajarer                                                                | 1779–1924 | Iran, huvudstad Teheran |